# Sarha
Sarha (tiếng Ả Rập: سرحا) là một ngôi làng Syria nằm ở phó huyện Al-Saan ở huyện Salamiyah, Hama. Theo Cục Thống kê Trung ương Syria (CBS), Sarha có dân số 644 người trong cuộc điều tra dân số năm 2004.